# Charles L. Lootens
Charles Louis Lootens (* 14. Mai 1900; † 10. Mai 1994 in Denver, Colorado) war ein US-amerikanischer Tontechniker und Filmtechnikpionier, der viermal für den Oscar für den besten Ton nominiert war sowie mit dem Oscar für technische Verdienste (englisch Technical Achievement Award) ausgezeichnet wurde.

## Leben
Lootens begann seine Tätigkeit als Tontechniker in der Filmwirtschaft Hollywoods 1937 bei dem Film Dick Tracy und wirkte bis 1942 an der Herstellung von 26 Filmen mit, wenngleich er in der Regel im Abspann nicht namentlich erwähnt wurde („uncredited“). 
Bei der Oscarverleihung 1939 war Lootens erstmals für einen Oscar für den besten Ton nominiert, und zwar für den Western Army Girl (1938) von George Nichols Jr. mit Madge Evans, Preston Foster sowie James Gleason in den Hauptrollen.
Die nächste Oscar-Nominierung für den besten Ton erhielt er 1940 für die Filmbiografie Rache für Alamo (Man of Conquest, 1939), in der ebenfalls George Nichols Jr. mit Richard Dix das Leben von Sam Houston verfilmt. In weiteren Rollen waren Edward Ellis und Gail Patrick zu sehen.
Bei der Oscarverleihung 1941 war er abermals für den Oscar in der Kategorie bester Ton nominiert, und zwar diesmal für das Filmdrama Behind the News (1940) von Joseph Santley mit den Hauptdarstellern Lloyd Nolan, Doris Davenport und Frank Albertson.
Bei der Oscarverleihung 1942 wurde Lootens, der für die Tonstudioabteilung der Filmproduktionsgesellschaft Republic Pictures tätig war, „für die grundlegende Nutzung und für die erste praktische Anwendung eines sogenannten Class B genannten variablen Umgebungsaufnahmegerätes in der Filmherstellung“ („For pioneering the use of and for the first practical application to motion picture production of Class B push-pull variable area recording“) mit einem Oscar für technische Verdienste (Technical Achievement Award) ausgezeichnet. Zugleich wurde er für den Kriminal- und Kriegsfilm The Devil Pays Off (1941) von John H. Auer mit J. Edward Bromberg, Osa Massen und William Wright zum vierten und letzten Mal für den Oscar für den besten Ton nominiert.

## Auszeichnungen
- 1942: Oscar für technische Verdienste (Technical Achievement Award)

## Filmografie (Auswahl)
- 1937: Dick Tracy
- 1938: Lone Ranger
- 1938: Army Girl
- 1939: The Lone Ranger Rides Again
- 1939: Rache für Alamo (Man of Conquest)
- 1940: Drums of Fu Manchu
- 1940: Behind the News
- 1941: Adventures of Captain Marvel
- 1941: The Devil Pays Off
- 1942: Spy Smasher